# Phenacoccus alticola
Phenacoccus alticola är en insektsart som beskrevs av Bazarov 1967. Phenacoccus alticola ingår i släktet Phenacoccus och familjen ullsköldlöss. Inga underarter finns listade i Catalogue of Life.